# Lasse Oksanen
Lasse Oksanen (* 7. Dezember 1942 in Tampere) ist ein ehemaliger finnischer Eishockeyspieler und -trainer, der während seiner aktiven Karriere überwiegend für Ilves Tampere spielte und mit diesem drei Mal die finnische Meisterschaft gewann. Darüber hinaus war er langjähriges Mitglied der finnischen Nationalmannschaft.

## Karriere
Lasse Oksanen spielte von 1960 bis 1975, von 1977 bis 1979 und 1980 bis 1982 bei seinem Stammverein Ilves Tampere. Während der Saison 1960/61 hatte der Finne für Ilves in der höchsten finnischen Spielklasse, die SM-sarja, debütiert. In den folgenden beiden Saisonen ging er auch noch parallel für die Juniorenmannschaft von Ilves aufs Eis, mit der Oksanen an der finnischen Meisterschaft teilnahm. 1962 gewann Oksanen mit Ilves zum ersten Mal in seiner Laufbahn die finnische Meisterschaft. In der Saison 1963/64 gelang ihm dann der Durchbruch in der ersten Mannschaft, als der rechte Flügelstürmer in 17 Ligaspielen 23 Punkte erzielte. Lediglich sein Sturmpartner Jorma Peltonen, ebenfalls eine Ilves-Legende, war erfolgreicher. Seine guten Leistungen bei Ilves brachten ihm in der Folge eine dauerhafte Nominierung in die finnische Nationalmannschaft ein, die Oksanen erstmals bei den Olympischen Winterspielen 1964 vertrat. Insgesamt nahm er für Finnland von 1964 bis 1977 an elf Weltmeisterschaften und drei olympischen Turnieren teil und brachte es für sein Heimatland auf 282 Länderspiele. Bei Ilves hatte er für mehrere Jahre das Amt des Mannschaftskapitäns inne.

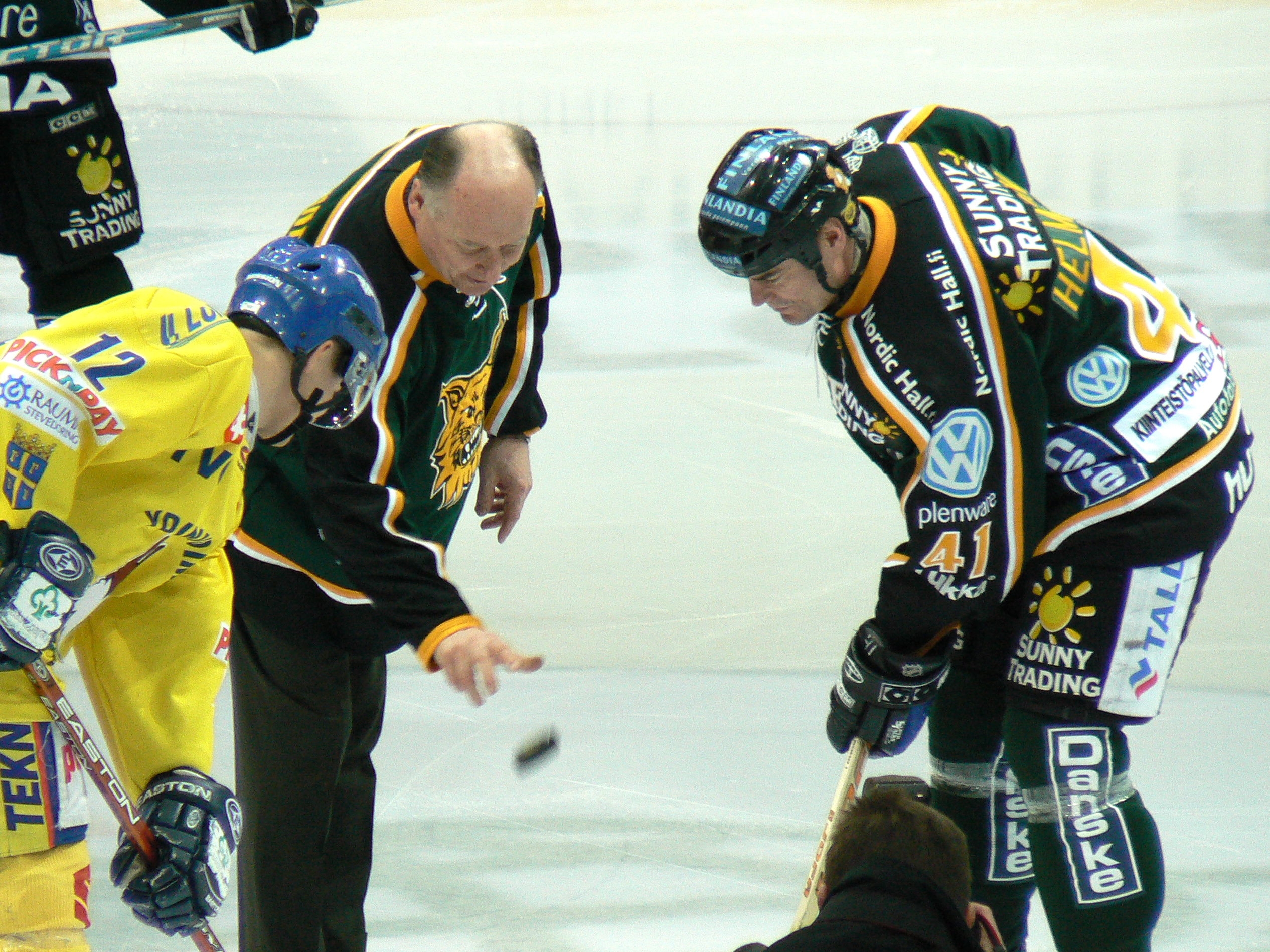
Lasse Oksanen beim Puckeinwurf vor dem Spiel zwischen Ilves Tampere und Lukko Rauma

Neben zwei weiteren Meistertiteln mit Ilves, die Oksanen 1966 und 1972 errang, blieben auch zahlreiche individuelle Erfolge und Ehrungen nicht aus. Weiters wurde er mit Ilves vier Mal Vizemeister und erreichte fünf Mal den dritten Platz. Nach der Saison 1964/65 wurde er erstmals ins All-Star Team der SM-sarja gewählt. Selbes gelang ihm noch weitere acht Male und dabei bis 1972 acht Mal in Folge. 1966 erhielt er die Ehrung als finnischer Spieler des Jahres. Beim Eishockey-Europapokal 1966/67 erreichte Oksanen mit Ilves die Finalspiele und schoss dort zwei Treffer gegen den tschechoslowakischen Meister TJ ZKL Brno in der letztlich verlorenen Finalserie. 1968 gewann der Finne die Raimo-Kilpiö-Trophäe als fairster Akteur des Jahres. In der Saison 1969/70 gelangen ihm sieben Hattricks in der finnischen Meisterschaft. Dies schaffte Oksanen in nur 22 Spielen. Obwohl heutzutage bedeutend mehr Partien ausgespielt werden, blieb dieser Rekord bisher unangetastet. 1975 verließ er seinen Stammverein erstmals und entschied sich für ein Engagement beim italienischen Verein HC Gherdëina. Gleich in seiner Debütsaison gewann Oksanen mit den Grödnern die italienische Meisterschaft und Oksanen war mit 27 Treffern am Titelgewinn beteiligt. In der Saison 1976/77 war er als Spielertrainer bei den Grödnern aktiv.
1977 kehrte er zu Ilves zurück, für den er zwei weitere Jahre auflief. 1979 zog es ihn erneut nach Italien und diesmal nach Venetien zu Asiago Hockey. Nach einer Spielzeit ging er abermals zurück zu Ilves, um dort noch zwei Saisonen zu verweilen und nach einem Engagement bei Koo-Vee seine Spielerkarriere 1983 zu beenden. In der höchsten finnischen Liga kam der Stürmer im Verlauf seiner Karriere auf insgesamt 477 Einsätze und 498 Punkte (268 Tore und 230 Torvorlagen). Seine Trikotnummer 14 wurde von Ilves gesperrt und an keinen Spieler mehr vergeben. Als Assistenztrainer war er während der Saison 1994/95 bei seinem langjährigen Stammverein Ilves tätig.
1987 wurde Oksanen in die finnische Hockey Hall of Fame aufgenommen. 1999 folgte seine Aufnahme in die IIHF Hall of Fame. Die Lasse-Oksanen-Trophäe, die von der SM-liiga jährlich an den besten Spieler der Hauptsaison vergeben wird, wurde 1994 nach ihm benannt.